# 북호작전
북호작전(일본어: 北号作戦, 영어: Operation Kita)은 태평양 전쟁 말기인 1945년 2월 10일부터 20일까지 진행된 일본군의 철수와 수송 전략이다. 일본 해군의 역사에서 사실상 마지막 성공 전략이었다. 이 전략이 실행되기 보름 전에 남중국해에서 이 작전과 같은 항로를 갔던 ‘히 86선대’가 미국 해군 기동 부대에 포착되어 거의 전멸당했다. 매우 위험한 작전으로 최악의 경우에는 전멸도 각오했을 정도였지만, 전혀 피해를 입지 않고 완전한 성공을 거둔 것으로, 키스카 섬 탈출과 마찬가지로 ‘기적의 작전’ 등으로 평가된다.

## 배경
남중국해에서 연합군의 통상적인 파괴 작전의 본격화에 따라 일본의 군수, 민수 수송선의 손해가 늘어나고 있었으며, 남쪽에서의 자원 수송이 매우 곤란해지고 있었다. 또한 싱가포르에 정박했던 해상 전력이 일본 본토와 분리된 이러한 전력 상황은 본토 방위에 참여하지 못해 전력이 없는 것이나 마찬가지가 될 수 있었다. 따라서 이러한 고속 중무장 전투 함정을 이용하여 자원 수송을 실시하기로 했다. 그러나 전투 함정이라고 해도 잠수함이나 항공기의 지원을 받을 수 없는 처지가 아니었기 때문에 안전한 항해 바랄 수도 없는 상황이었다. 이미 3개월 전인 1944년 11월 21일에는 전함 곤고(金剛)가 일본 본토로 귀환 중에 미 잠수함에 격침되었다. 1944년 12월 13일에 역시 일본 본토로 돌아가고 있던 중순양함 묘코(妙高)도 미 잠수함의 피격으로 대파되고 귀국을 포기하고 있었다.
작전명은 같은 시기에 일반 수송선에 의해 수행된 자원 강행 수송 ‘남호작전’에 대응하여 명명된 것이다.

## 완 부대
1945년 2월 4일 일본 해군부는 싱가포르 방면의 대형 군함에 대해 향후 행동 방침을 제시했다. 해군부가 제시한 행동 지침은 다음과 같다.
- 제4항공전대(이세 伊勢, 휴가 日向, 오요도 大淀)는 물자와 인원을 싣고 내지로 귀환한다.
- 순양함 부대(아시가라 足柄, 하구로 羽黒)는 싱가포르 방면에 남아서 긴급 수송 임무와 적 함대 요격 등에 투입한다.
- 제2수뢰전대(카스미 霞, 아사시모 朝霜, 하츠시모 初霜)는 제4항공전대 또는 선단 호위로 내지로 귀환한다.
- 중순양함 타카오(高雄), 묘코(妙高)는 응급 수리를 하고 기회가 된다면 내지로 귀환한다.
- 구축함 아마츠카제(天津風)는 선단 호위에 협력하고 내지 귀환한다.[1]

2월 6일 각 군단은 링구아 정박지를 떠나 2월 7일 싱가포르 도착, 2월 9일 보급품 탑재를 마쳤다. 2월 10일 대본영은 제4항공전대와 제2수뢰전대에 대해 공식적으로 내지 귀환과 수송 작전 실시를 하달했다. 이에 따라 제10방면 함대 사령관 후쿠도메 시게루 중장은 이날 이후의 ‘완 부대’ 출격을 명령했다.
참여 함대는 제4항공전대(이세형 전함 휴가, 이세, 경순양함 오요도), 제2수뢰전대 (구축함 카스미, 아사시모, 하츠시모)로 구성되었으며, 주력이 된 제4항공전대의 휴가에서 이 전대 사령관의 마츠다 치아키 소장이 지휘했다. 마츠다 소장은 이 부대를 ‘완 부대’(完部隊)로 명명했으며, 이것은 ‘임무를 완수한다’는 의미를 담고 있었다.
부대는 싱가포르에서 항공 연료용 휘발유, 생고무, 주석 등 당시 희귀한 물품을 많이 실었다. 항공 전함으로 개조되어 있었지만 탑재기가 없었던 휴가와 이세는(탑재기가 없었던 이유는 이세형 전함 참조) 구축함 뒤쪽의 대형 비행기 격납고가 물자의 주요 적재 장소가 되었다. 구축함은 물론 휴가, 이세의 두 전함도 갑판까지 가연성이 높은 가솔린을 채운 드럼통 다수가 탑재되어 있었기 때문에, 가벼운 공격으로라도 포탄을 맞으면 매우 위험한 상태였다. 군 사령부는 “함선 절반이라도 일본 본토로 귀환하면 좋은 결과가 일 것이고, 아예 전멸 가능성도 있다”고 예측했지만 “이세, 휴가, 오요도는 운이 강하기 때문에 어떤 작전도 성공한다”는 의견도 있었다.
탑재된 물자는 다음과 같았다. 휴가(괄호 안은 이세에 실린 것)는 각각 항공 휘발유 드럼통 4,994개(5,200개), 항공기 휘발유 탱크 100톤(〃톤), 보통 휘발유 드럼통 326개 (이세는 탑재하지 않음), 고무 1750톤 (〃톤) 주석 820톤(1,750톤), 텅스텐 144톤, 수은 24톤, 수송 인원 유전 개발 기술자 등 440명(551명)이었다. 오요도에는 수송 인원 159명, 고무 50톤, 주석 120톤, 아연 40만톤, 텅스텐 20톤, 수은 20톤, 항공 휘발유 드럼통 86개, 항공기 휘발유 탱크에 70톤이었다. ‘가스미, 아사시모, 하쯔시모’는 고무와 주석을 3척에 140톤을 실었다.

## 작전행동

싱가포르와 일본 간의 작전 개요도

마츠다 치아키에 따르면 연료를 조금이라도 절약하기 위해 함대 속력을 16 노트로 제한했다. 완 부대는 1945년 2월 10일 싱가포르를 출항했으며, 이미 호위 전투기와 초계기 등의 지원은 바랄 수도 없는 상황이었다. 완 부대는 필리핀 마닐라 방면으로 가는 것처럼 위장한 후 북상해 일본 본토로 향했다. 미군은 작전을 암호 해독으로 감지하고 근처의 아군에게 요격 명령을 내렸다.
도중에 몇 번이나 미국 육군 항공대 비행기에 의한 공습과 미국 해군 잠수함(SS-320 버골, SS-325 블로워, SS-249 플래셔, SS-241 바쇼 등)에 의한 공격을 받는다. 그러나 이 모든 공격을 회피하거나 사전 격퇴에 성공했다. 두 차례에 걸친 미군 항공기에 의한 공격은 두 차례 모두 인근에 발생했던 스콜에 숨어 공격을 회피하는 데 성공했다. 마츠다 소장이 이끄는 각 함의 즉흥적인 대응이 주효하여, 다른 연합군의 공격도 모두 피할 수 있었다. 2월 20일, 완 부대는 부대 이름을 명명한 의도대로 무사히 히로시마의 구레시 구레 해군기지(呉鎮守府)에 도착하여, 수송 작전은 완벽한 성공을 거두었다.

## 결과
일본 연합함대 사령부 등의 해군 상층부에서는 ‘절반만 돌아와도 성공’이라고 예측하고 있었지만, 부대는 전혀 피해를 입지 않고 모든 함이 무사히 귀환한 것을 알고, 크게 기뻐했다. 마츠다 소장도 군 사령부의 토미오카 사다토시 소장으로부터 감사를 받았다고 회상하고 있다. 이 작전은 연합군으로서도 의표를 찔린 결과이며, 전후 마츠다 소장이 미 해군 제7함대의 참모에게 이 작전에 대해 물었을 때 “아니, 저건 완전히 당했다”라는 대답을 들었다고 전했다.
그러나 6척의 군함으로 수송을 했음에도 불구하고 물자의 양은 중형 화물선 1척 분에 불과했다. 전용 수송선이 아닌 이상 어쩔 수 없는 일이지만, 이 정도 양의 물자 수송에 성공한 것에 기뻐했다는 것 자체가 당시 일본의 처지를 보여주었다고 말할 수 있다. 이것이 전쟁 중 외부로부터 일본 본토에 들어온 마지막 연료였다고 말한다.
이후 이세, 휴가 두 전함은 항구에 정박해 포대로만 활용되어 다시는 출격하지 못했다. 두 함선에는 상당한 연료가 남아 있었지만, 이것들은 전함 야마토로 옮겨졌다. 야마토는 이 연료를 바탕으로 키쿠스이 작전에 참여했고, 텐고 작전도 수행할 수 있었다.

## 참고 문헌
- 防衛庁防衛研修所戦史室 (1975년 10월). 《戦史叢書88　海軍戦備(2)　開戦以後》. 아사구모신문사.
- 小淵守男 (1990). 《航跡の果てに 新鋭巡洋艦大淀の生涯》. 今日の話題社. ISBN 4-87565-136-8.
- 加藤寛 「奇蹟を呼び起こした人艦一体の物資輸送 『伊勢』『日向』の北号作戦」『歴史群像』2004년 10월호 No.67、학습연구사、pp. 168–177。
- 大塚好古「ハイブリッド戦艦「伊勢」型の無念」『丸』2008년 12월호（통권752호）, 潮書房、90-95頁
- 戸高一成編 (2011년 1월). 《[証言録]　海軍反省会2》. 주식회사PHP연구소. ISBN 978-4-569-79338-2.

## 같이 보기
- 남호작전